# 샤프 아쿠오스 206SH
아쿠오스 폰 206SH(일본어: アクオスフォン)는 2013년 6월 28일 샤프전자가  일본에 출시한 풀 HD 스마트폰이다.

## 연혁
- 2013년 5월 : 제품 발표 소프트뱅크 모바일 발표
- 2013년 6월 : 제품 출시  일본

## 경쟁 기종
- 소니 엑스페리아 Z
- HTC 원
- 화웨이 어센드 D2
- ZTE 누비아 Z5
- 삼성 갤럭시 S4
- LG 옵티머스 G 프로